# Nabi Musa

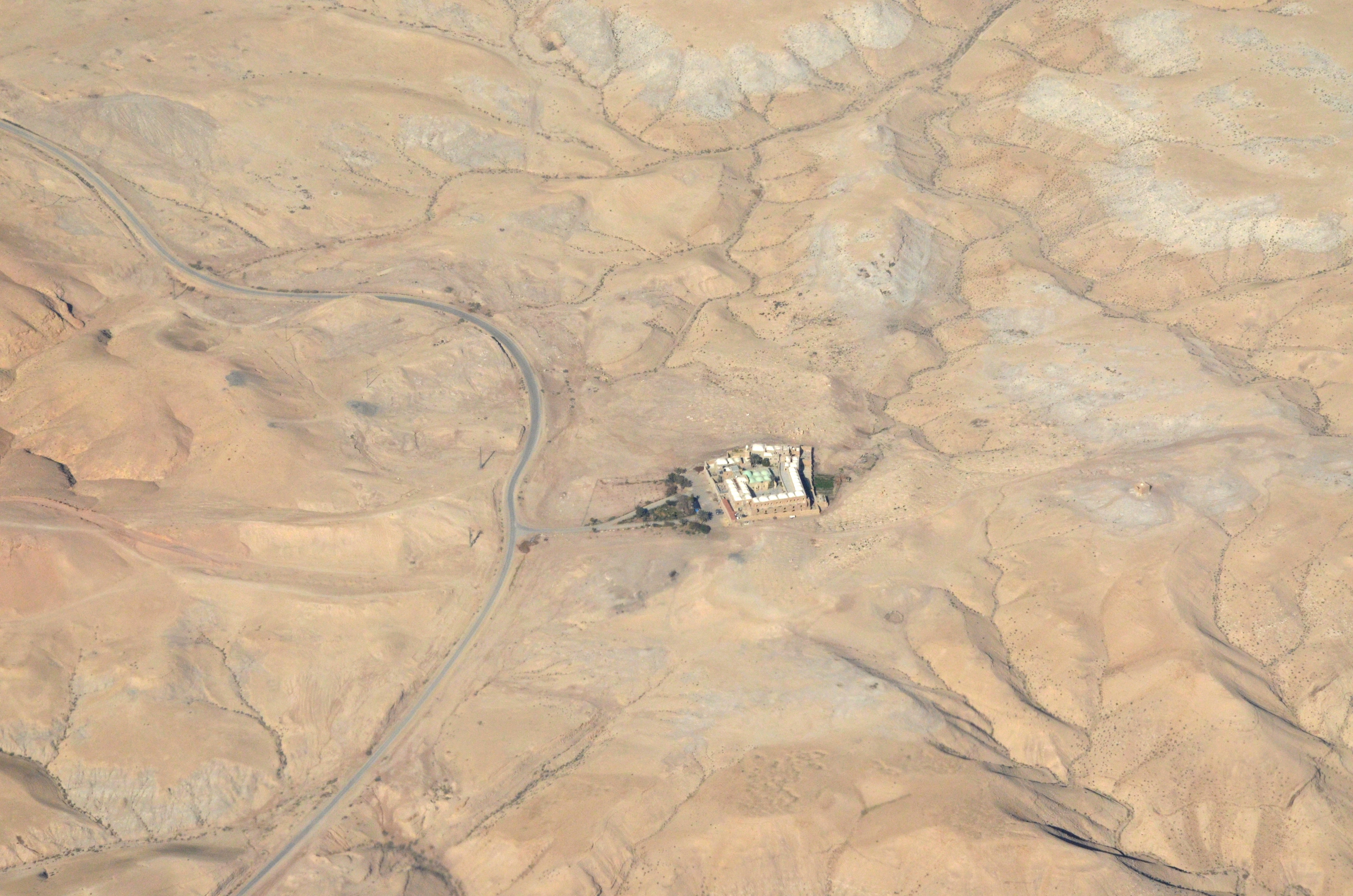
Luftbild (2014)

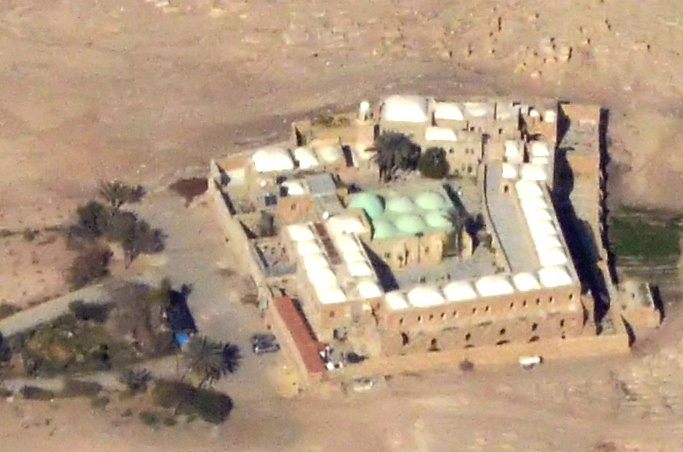
Nabi Musa (2014)

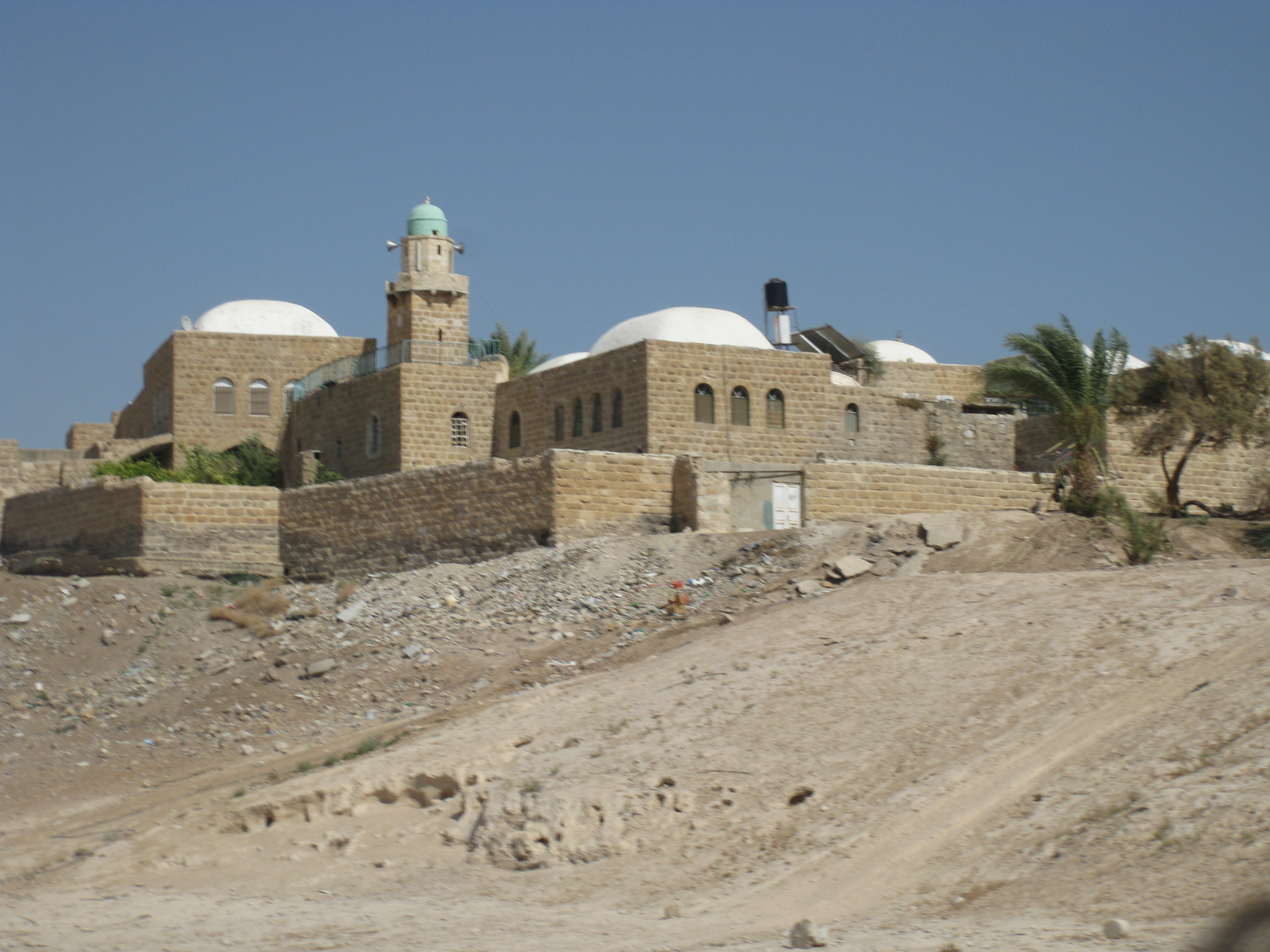
Nabi Musa (2010)

Nabi Musa (oder auch: Nabee Musa / Nabī Mūsā geschrieben; arabisch النبي موسى, DMG an-Nabī Mūsā, hebräisch נבי מוסא) ist seit dem 13. Jahrhundert eine muslimische Kultstätte und Pilgerherberge in Palästina, die sich in der Judäischen Wüste an der Straße zwischen Jerusalem und Jericho befindet.
Der Islamischen Überlieferung nach soll hier der biblische Prophet Mose(s) (arabisch موسى; hebräisch מֹשֶׁה; Mūsā) begraben sein.

## Name

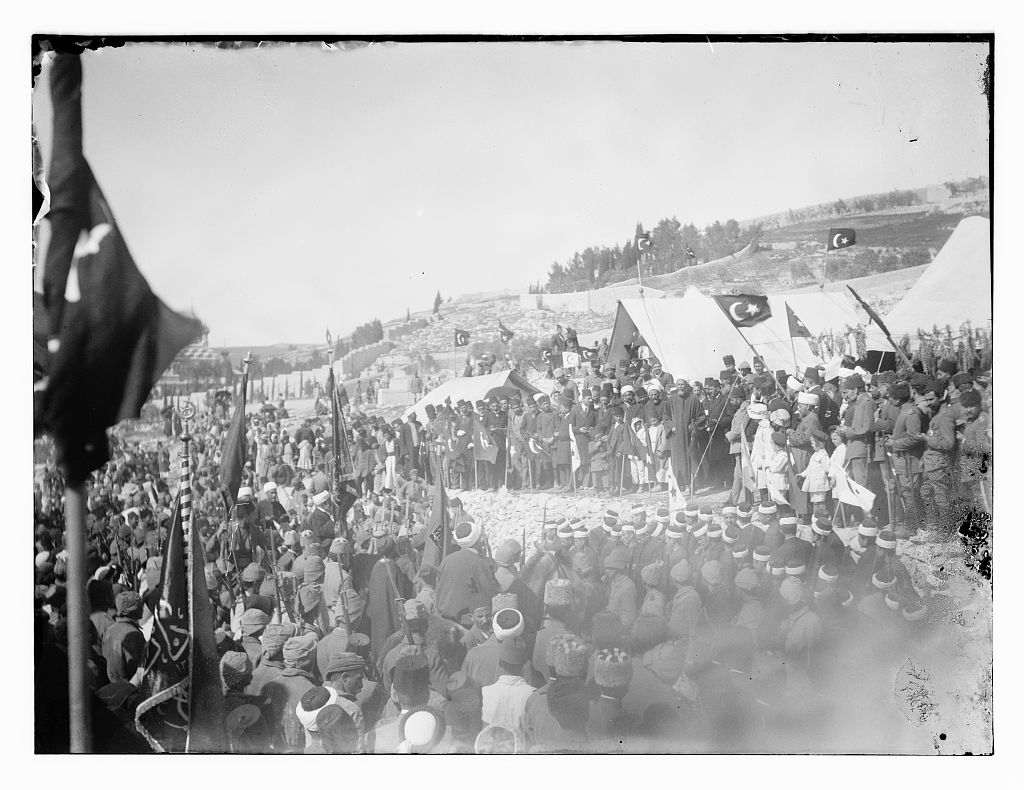
Nabi Musa Feierlichkeiten 1917

Nabi Musa bedeutet „Prophet Moses“: Musa (Mūsā) bedeutet im Arabischen „Mose(s)“, Nabi bedeutet „Prophet“. Unter dem Ort Nabi Musa wird auch kurz das Grab des Propheten Mose verstanden. Als Nabi Musa wird auch das siebentägige religiöse Fest bezeichnet, welches jährlich von palästinensischen Muslimen seit Beginn des 19. Jahrhunderts (wieder) gefeiert wird (siehe: Nabi-Musa-Fest). Es beginnt am Freitag vor Karfreitag nach dem Kalender der griechisch-orthodoxen Kirche von Jerusalem.

## Lage
Nabi Musa liegt etwa 1,5 Kilometer abseits der Hauptstraße Nr. 1 von Jerusalem (20 Kilometer) nach Jericho (11 Kilometer) auf einer kleinen Ebene in der Wüste Juda. Die Lage des Grabes von Mose ist in der Bibel nicht genau angegeben:

„Der HERR sagte zu ihm: Das ist das Land, das ich Abraham, Isaak und Jakob versprochen habe mit dem Schwur: Deinen Nachkommen werde ich es geben. Ich habe es dich mit deinen Augen schauen lassen. Hinüberziehen wirst du nicht. Danach starb Mose, der Knecht des HERRN, dort in Moab, wie es der HERR bestimmt hatte. Man begrub ihn im Tal, in Moab, gegenüber Bet-Pegor. Bis heute kennt niemand sein Grab. Mose war hundertzwanzig Jahre alt, als er starb. Sein Auge war noch nicht getrübt, seine Frische war noch nicht geschwunden. Die Israeliten beweinten Mose dreißig Tage lang in den Steppen von Moab.“

Es wird aufgrund der biblischen Erzählung vermutet, dass Mose auf dem Berg Nebo starb.

## Geschichte der Grablege Nabi Musa
Ursprünglich war Nabi Musa der Ort, von welchem das Grab Moses gesehen werden konnte. In weiterer Folge wurde Nabi Musa selbst zur Grabstätte Mose. Die Bedeutung des Ortes nahm im Laufe der Jahrhunderte ab.
Der erste Schrein (maqam) an diesem Ort ließ der Überlieferung nach Baibars I. (1223–1277), seit 1260 Sultan von Ägypten und Syrien, errichten. 1348 erfolgte die erste schriftliche Erwähnung als Wallfahrtsort. Der Unterhalt des Schreins wurde durch eine auf ewige Zeiten angelegte religiöse Stiftung (Waqf) gesichert. 1470/80 wurde eine Pilgerherberge samt Wirtschaftsräumen und Stallungen errichtet. Um 1820 wurde Nabi Musa von den Osmanen umfassend renoviert.

## Gesamtkomplex

### Gebäude
Nabi Musa besteht aus einer Moschee mit Mausoleum mit einem Kenotaph (Grab des Mose) darin und einer um das ursprüngliche Gebäude errichteten Pilgerherberge samt den hierfür notwendigen Nebenräumen. Diese Pilgerherberge stammt im Kern aus dem 15. Jahrhundert und wurde aus Kalksteinen errichtet. Der ganze Komplex, auf dem etwas erhöhten Gelände umfasst etwa 5000 m² und ist annähernd quadratisch angelegt. Die Nordmauer ist etwa 74 Meter lang, die Westmauer etwa 70 Meter, die Ostmauer rund 68 Meter und die Südmauer rund 55 Meter. Über fünf Eingänge kann der Komplex betreten werden, wobei der Haupteingang sich an der Westmauer befindet (Westtor).
Die Moschee hat einen rechteckigen Grundriss mit den Ausmaßen von etwa 10 × 15 Meter. Die Decke wird von einem Kreuzgratgewölbe getragen. Im Nordwesten der Moschee liegt das Grab Mose, das von Osten nach Westen ausgerichtet ist. Dieses hat einen quadratischen Grundriss mit etwa 5,5 × 5,5 Meter. Das Kenotaph ist von einer Halbkuppel auf vier Bögen überwölbt und hat etwa die Maße von 4,7 × 1,6 Meter, ist rund 1,7 Meter hoch und besteht aus Natursteinen. Das Kenotaph ist mit einer grünen Kiswa verhüllt, auf welcher Koranverse angebracht sind.

### Friedhof
Außerhalb des Gebäudekomplexes befindet sich ein muslimischer Friedhof. Hier wurde Muslime bestattet, welche während des Nabi-Musa-Festes verstorben sind oder dies ausdrücklich wünschten. Inzwischen befinden sich hier 8000 Gräber, unter anderem auch von Soldaten, welche während des Ersten Weltkriegs bzw. 1967 (Sechstagekrieg) in der Nähe gefallen sind. Auch der Beduinenstamm Idwân habe hier Tote bestattet.

### Militärlager
Während der jordanischen Besetzung des Landes 1948 bis 1967 befand sich in der Nähe von Nabi Musa ein Militärlager.